# Chuma Edoga
Chuma Edoga (Powder Springs, 25 maggio 1997) è un giocatore di football americano statunitense che milita nel ruolo di offensive tackle per i Dallas Cowboys della National Football League (NFL).

## Carriera

### New York Jets
Edoga fu scelto nel corso del terzo giro (92º assoluto) del Draft NFL 2019 dai New York Jets. Debuttò come professionista partendo come titolare nella gara del quinto turno contro i Philadelphia Eagles. La sua prima stagione si chiuse con 8 presenze, tutte come titolare.

### Atlanta Falcons
Il 31 agosto 2022 Edoga firmò con gli Atlanta Falcons.

### Dallas Cowboys
Il 21 marzo 2023 Edge firmò con i Dallas Cowboys.